# Freising Grizzlies
Die Freising Grizzlies sind ein deutscher Baseball- und Softballverein aus Freising. Der Verein wurde 1988 als Unterabteilung des SC Freising gegründet. Seit 1992 ist der Club als Abteilung des BC Attaching eingetragen.
Mit ca. 260 Mitgliedern zählen die Grizzlies zu den größten Baseballvereinen Deutschlands. Die Herrenmannschaft spielt in der 2. Bundesliga. Die Damenmannschaft spielte seit ihrem Aufstieg 2003 bis 2009 in der 1. Softball-Bundesliga. Nach 5 Jahren Aufbauzeit spielen die Damen seit 2015 wieder in der Softball-Bundesliga. Das Team wurde erstmals in 2004 Deutscher Softball Meister und holte somit ihren ersten Deutschen Meistertitel nach Freising.

## Geschichte
Die Freising Grizzlies wurden im Jahre 1988 auf Initiative des damaligen Präsidenten des Präsidenten des Bayerischen Baseball- und Softball-Verbandes, Martin Miller, als Unterabteilung des SC Freising gegründet. Die ersten Spiele werden in der Luitpoltanlage nahe der Isar ausgetragen. Im folgenden Jahr konnte die erste Herren-Mannschaft bereits erste Erfolge verbuchen. Durch den Sieg in der Landesliga stieg man erstmals in die Bayernliga auf.
1989 wurden die Baseballer auf Anhieb Bayerischer Vizemeister, zudem wurde erstmals eine Juniorenmannschaft gegründet. Die Grizzlies bekamen im Anschluss einen neuen Ballpark. Im Jahr darauf spielten die Damen ihre erste Softballsaison. Im gleichen Jahr wechselten die Grizzlies zum BC Attaching, bei dem sie seitdem als Unterabteilung eingetragen sind.
Seit 1994 haben die Grizzlies ihr eigenes Baseballfeld. Seit dieser Zeit erhöhte sich die Zahl der Teams und ist inzwischen auf 15 Teams angewachsen, die am Ligabetrieb teilnehmen. Hinzu kommen das Barbeque Team (Freizeitmannschaft) und die einzige Blinden-Baseballmannschaft in Deutschland, die Bavarian Bats.

## Erfolge
Softball:
- U13 Mädchen: Deutschlandpokalsieger 2023, 2024
- U16 Jugend: Deutsche Meisterschaft 2010–2012, 2016–2018, 2021, 2023
- U19 Juniorinnen: Deutsche Meisterschaft 2014, 2015, 2017, 2021, 2024[1]
- Damen:
  - Bayernligameister 2022–2024
  - Deutsche Vizepokalsieger 2022
  - Deutsche Vizemeisterschaft 2003, 2019 & 2020
  - Deutsche Meisterschaft 2004

Baseball:
- 2023 3 Grizzlies werden mit der deutschen U12 Nationalmannschaft Europameister und belegen den 9. Platz bei der U12 WM in Taiwan
- 2024 5 Grizzlies werden mit der deutschen U12 Nationalmannschaft Europameister
- 2024 Deutscher Meister, Schüler Baseball U12

## Grizzlies Ballpark
Die Heimspiele der Freising Grizzlies werden im Sportpark des BC Attaching ausgetragen. Mit einem vollwertigen Baseballplatz, einem Softballplatz, einem weiteren multifunktionalen Baseballfeld und einem T-Ball Feld für die Kleinsten stehen für Spiele und Trainings insgesamt vier Plätze zur Verfügung. Ein gleichzeitiges Bespielen ist möglich. Für größere Turniere ist noch eine Erweiterungsfläche für ein temporäres Spielfeld vorhanden.

### Historie
- 1988 – Spielfeld ist zunächst die Luitpoltanlage
- 1990 – Neues Spielfeld hinter dem Bahnhofsparkplatz
- 1992 – Wechsel der Freising Grizzlies zum BC Attaching – Spielfeld ist der Nebenplatz der Fußballabteilung
- 1996 – Umzug auf eigenen Platz – großer Platzausbau (Mound, Dugouts)
- 1998 – Der „Ackerstreifen“ für Platzausbau kommt hinzu
- 1999 – Bau des zweiten Feldes als Damen- und Jugendfeld
- 2004 – Komplette Renovierung des Damen- und Jugendfeldes
- 2007 – Großer Platzneubau mit ca. 1000 Std. Eigenleistung. Platzeröffnung nach 8 Monaten Bauzeit am 30. Juni 2007.
- 2016 – BBQ Feld wird vermessen und eingerichtet
- 2017 – T-Ball Feld wird eingerichtet.
- 2024 – Das ehemalige BBQ-Feld wird mit Dugouts und Backstop-Zaun erweitert und so zum neuen Schülerplatz „Field of Dreams“